# Foxton Beach
Foxton Beach is een plaats in de regio Manawatu-Wanganui op het Noordereiland van Nieuw-Zeeland, 35 kilometer ten zuidwesten van Palmerston North en 15 kilometer ten noordwesten van Levin. Foxton Beach ligt aan de monding van de Manawatu River, 6 kilometer naar het oosten, ligt Foxton.
Door het strand en de vogels die hier voorkomen is Foxton Beach een populaire vakantiebestemming.

Foxton Beach